# Rezerwat przyrody nieożywionej

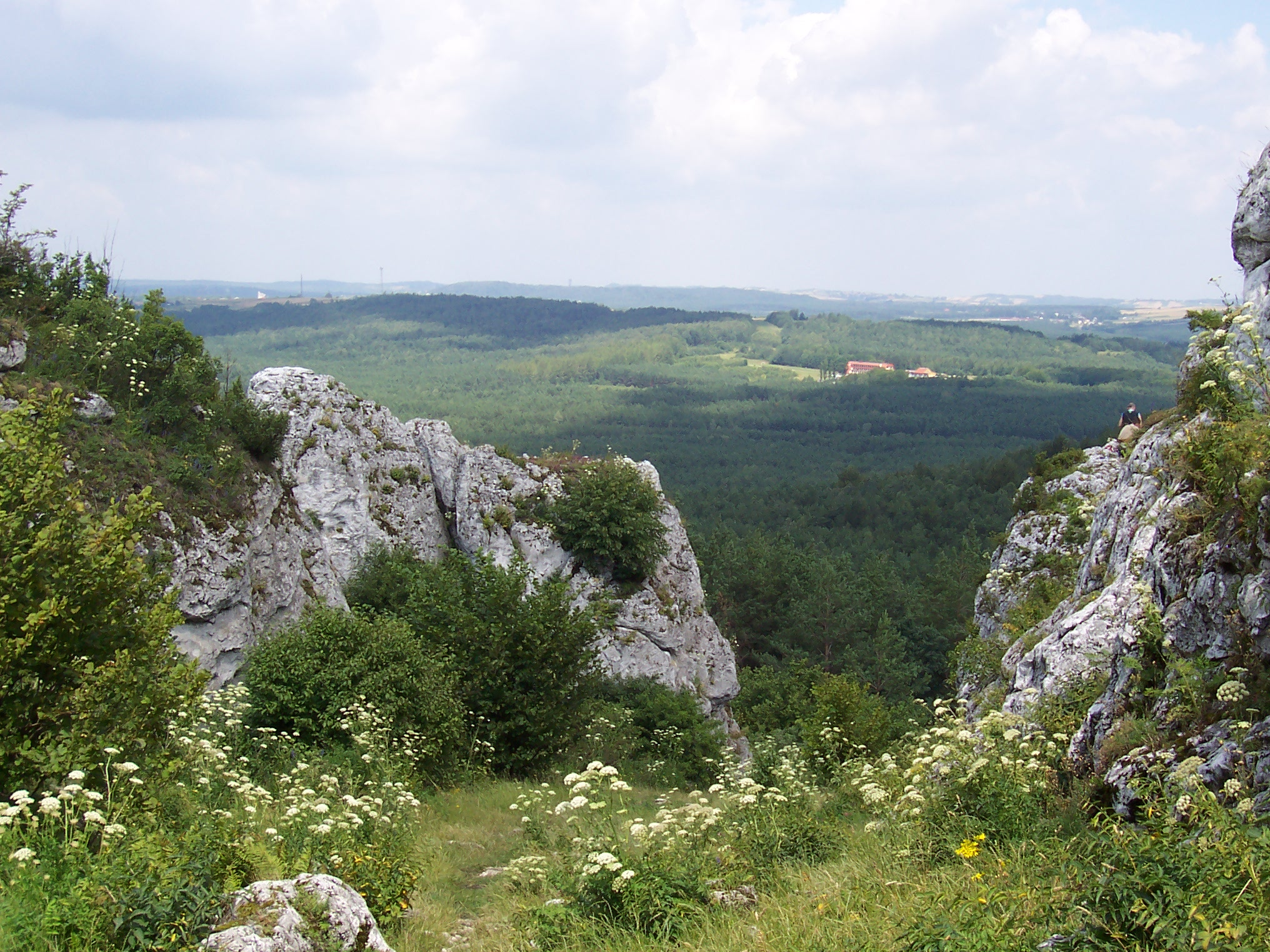
Rezerwat przyrody nieożywionej Góra Zborów

Rezerwat przyrody nieożywionej – rodzaj rezerwatu przyrody, którego obszar obejmuje odkrywki geologiczne, miejsca występowania zjawisk krasowych, charakterystyczne profile glebowe, przykłady erozji lub ślady dawnego kopalnictwa. Nadrzędnym celem tworzenia rezerwatów przyrody nieożywionej jest zachowanie form i śladów świadczących o dziejach i budowie skorupy ziemskiej.
W 2015 roku istniało w Polsce 75 rezerwatów przyrody nieożywionej o łącznej powierzchni 1955 ha.